# Skąpe (województwo zachodniopomorskie)
Skąpe (niem. Beatenhof) – osada w Polsce położona w województwie zachodniopomorskim, w powiecie drawskim, w gminie Złocieniec. W latach 1975–1998 miejscowość administracyjnie należała do województwa koszalińskiego. W roku 2007 osada liczyła 19 mieszkańców. Miejscowość wchodzi w skład sołectwa Stare Worowo.

## Geografia
Osada leży ok. 3 km na południe od Starego Worowa, nad rzeką Miedznik, między Starym Worowem a Cieszynem, ok. 1,2 km na wschód od linii kolejowej nr 410.